# ETS (oprogramowanie)
ETS (ang. European Installation Bus Tool Software) – podstawowe oprogramowanie niezbędne do uruchomienia sieci sterowania opartej na standardzie EIB/KNX, umożliwiające jej konfigurację, testowanie, kontrolę oraz wprowadzanie zmian w trakcie jej użytkowania. Oprogramowanie rozprowadzane jest przez zrzeszenie producentów urządzeń do systemu EIB/KNX – EIBA. Przeznaczone jest do pracy w środowisku Windows, standardowo w trzech wersjach językowych – niemieckim, angielskim i francuskim.
ETS jest programem modułowym, składającym się z kilku części wspólnie ze sobą współpracujących.